# لوتشيانو سبينوزي
لوتشيانو سبينوزي (بالإيطالية: Luciano Spinosi)‏ (ولد في 9 مايو 1950 في روما) لاعب ومدرب كرة قدم إيطالي معتزل كان يجيد اللعب في خط الدفاع.
لعب في أندية تيفيري روما، روما، يوفنتوس، هيلاس فيرونا، ميلان، وتشيزينا. لعب تسعة عشر مباراة دولية مع منتخب إيطاليا من 1971 إلى 1974.
أخيه الأكبر إنريكو سبينوزي كان لاعب كرة قدم محترف أيضا. للتميز بينما كان يشار إلى إنريكو بـ(سبينوزي 1) ولوتشيانو ب(سبينوزي 2).
تولى تدريب عدة أندية أبرزها روما، ليتشي، تيرنانا، سامبدوريا، لاتسيو، وليفورنو.

## روابط خارجية
- لوتشيانو سبينوزي على موقع IMDb (الإنجليزية)
- لوتشيانو سبينوزي على موقع قاعدة بيانات الفيلم (الإنجليزية)
- لوتشيانو سبينوزي على موقع الاتحاد الدولي (مؤرشف)  (الإنجليزية)
- لوتشيانو سبينوزي على موقع قاعدة بيانات كرة القدم.إي يو (الإنجليزية)
- لوتشيانو سبينوزي على موقع ناشيونال فوتبول تيمز (الإنجليزية)
- لوتشيانو سبينوزي على موقع عالم كرة القدم.نت (الإنجليزية)
- لوتشيانو سبينوزي على موقع CONI honoured athlete website (الإيطالية)